# 小行星19139
小行星19139（19139 Apian）是一颗绕太阳运转的小行星，为主小行星带小行星。该小行星于1989年4月6日发现。

## 轨道参数
小行星19139的轨道半长轴为2.5838137 UA，离心率为0.076。